# Schwarzlippiger Pfeifhase

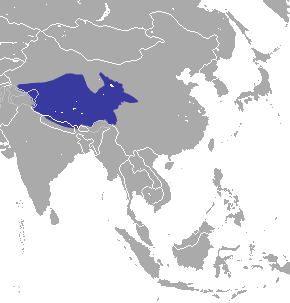
Verbreitungskarte des Schwarzlippigen Pfeifhasen

Der Schwarzlippige Pfeifhase (Ochotona curzoniae) ist eine Säugetierart aus der Familie der Pfeifhasen (Ochotonidae).
Der Artzusatz im wissenschaftlichen Namen ehrt eine Frau Curzon, die Brian Houghton Hodgson vermutlich bei seiner Arbeit unterstützte.

## Merkmale
Schwarzlippige Pfeifhasen weisen den typischen gedrungenen Körperbau der Pfeifhasen mit den kleinen, runden Ohren und den vergleichsweise kurzen Gliedmaßen auf. Ihr dichtes Fell ist an der Oberseite rötlich-braun und an den Unterseite grau gefärbt, wobei das Winterfell wie bei anderen Pfeifhasen eher gräulicher ist. Namensgebendes Merkmal sind die schwarz gefärbten Lippen.

## Verbreitung und Lebensraum
Die Schwarzlippen-Pfeifhasen bewohnen das Hochland von Tibet und angrenzende Gebiete im westlichen China, Indien (Sikkim) und Nepal. Ihr Lebensraum sind Gebirgsregionen bis in 5300 Meter Seehöhe.

## Lebensweise und Ernährung
Diese Tiere leben in Familiengruppen zusammen, die sich aus einem Männchen, einem oder zwei Weibchen und fünf bis zehn Jungtieren aus mehreren Generationen zusammensetzen. Sie bewohnen komplexe Baue, die aus mehreren Tunnel und Eingängen bestehen und ihnen sowohl zur Nahrungssuche als auch zur Flucht vor Feinden dienen. Es sind territoriale Tiere, die ihr Gangsystem vehement gegen andere Gruppen oder Einzeltiere verteidigen. Schwarzlippen-Pfeifhasen können sowohl am Tag als auch in der Nacht aktiv sein. Wie alle Pfeifhasen halten sie keinen Winterschlaf, sondern legen Nahrungsvorräte an.
Schwarzlippige Pfeifhasen fressen überwiegend Gräser, Kräuter und Pflanzenstängel, aber auch Wurzelwerk.

## Fortpflanzung
Die Fortpflanzung der Schwarzlippigen Pfeifhasen erfolgt während der Sommermonate, dabei trägt das Weibchen oft mehrere Würfe pro Jahr aus. Die Trächtigkeitsdauer beträgt dabei 21 bis 24 Tage, die Würfgröße eins bis acht (durchschnittlich 4,8). Die Jungtiere wachsen sehr schnell und werden nach drei Wochen entwöhnt.

### Belege
1. ↑  Beolens, Watkins & Grayson: The Eponym Dictionary of Mammals. Johns Hopkins University Press, Baltimore 2009, ISBN 978-0-8018-9304-9, S. 93 (Curzon).